# 岡田譲
岡田 譲（おかだ じょう、1911年1月2日 - 1981年6月26日）は、日本の美術評論家。

## 経歴・人物
東京出身。東京帝国大学卒。東京国立博物館学芸部長、文化庁文化財鑑査官を経て、1972年東京国立近代美術館館長。共立女子大学教授、文化財保護委員会専門委員。1973年から多摩美術大学講師、多摩美術大学文様研究所研究所員として勤める。漆芸史を専門とし、伝統工芸の評論で活躍した。1980年「美と風土―名品・名匠との出会い」で芸術選奨文部大臣賞受賞。

## 著書
- 『正倉院の木竹工芸』小山書店(美術入門叢書) 1949
- 『日本工芸図録』朝日新聞社 1952
- 『正倉院の宝物』社会思想研究会出版部(現代教養文庫) 1959
- 『日光 その美術と歴史』淡交新社 1961
- 『日本の工芸』日本交通公社(JTB教養文庫) 1965
- 『日本の漆工』日本の美術 小学館 1975
- 『東洋漆芸史の研究』中央公論美術出版 1978.3
- 『美と風土 名品・名匠との出会い』講談社 1979.7

### 共編著
- 『西本願寺 その美術と歴史』宮崎円遵、堀江知彦共著 淡交新社 1961
- 『日本美術案内』奥平英雄共編 社会思想社 (現代教養文庫)　1963
- 『日本美術図録』奥平英雄共編 社会思想社 (現代教養文庫)　1964